# Zdarzenie czasoprzestrzenne
Zdarzenie czasoprzestrzenne – podstawowe pojęcie z zakresu teorii względności: jest to  krótkotrwałe zjawisko fizyczne, obejmujące niewielki obszar przestrzenny; zdarzenie – coś, o czym można powiedzieć, gdzie i kiedy zaszło”. Np. zdarzeniem jest uderzenie elektronu w katodę,  emisja cząstki alfa przez jądro promieniotwórcze, zderzenie dwóch cząstek elementarnych .
W zadanym układzie odniesienia obserwator przypisze zdarzeniu współrzędną czasową t, która  określa czas zajścia zdarzenia, oraz współrzędne przestrzenne x, y, z punktu, w którym zdarzenie zaszło; oznacza to, że zdarzeniu można przyporządkować punkt (t, x, y, z) w czterowymiarowej czasoprzestrzeni (czasoprzestrzeń Minkowskiego).
Zdarzenia związane z zadanym punktem materialnym tworzą krzywą zwaną linią świata .
W  między zdarzeniami mogą zachodzić różne relacje, w zależności od interwału czasoprzestrzennego obliczonego dla tych zdarzeń; wyróżnia się: a) zdarzenia rozdzielone przestrzenne b) zdarzenia rozdzielone czasowo. Dla zdarzeń rozdzielonych przestrzennie istnieje inercjalny układ odniesienia, w którym są jednoczesne oraz w żadnym układzie inercjalnym nie są współmiejscowe. Dla zdarzeń rozdzielonych czasowo jest odwrotnie – istnieje układ inercjalny, w którym zachodzą one w jednym miejscu, ale w żadnym takim układzie nie są jednoczesne .